# Neptis philyra
Espèce
Neptis philyra est une espèce de lépidoptères (papillons) de la famille des Nymphalidae. Elle est originaire d'Extrême-Orient.

## Répartition
Ce papillon se rencontre dans une grande partie de la Chine, du Japon, de la Corée, de la Russie, de Taïwan et de l'extrême nord-est de l'Inde. Il préfère les habitats forestiers et les zones boisées, mais on peut également le trouver dans les jardins et les parcs.

## Description
Neptis philyra a une envergure d'environ 5 à 6 cm. Les ailes sont noires avec des taches blanches et bleues. Le dessus des ailes antérieures a une longue bande blanche qui s'étend du bord antérieur au bord postérieur. Les ailes postérieures ont une tache bleue en forme de croissant au bord postérieur.

### Comportement
Neptis philyra est un papillon actif qui vole souvent par temps ensoleillé. Il se nourrit de nectar de fleurs et on le trouve souvent sur des fleurs d'asters, de chrysanthèmes et d'impatiens.

### Reproduction
La période de reproduction de Neptis philyra est de mai à septembre. La femelle pond ses œufs sur les feuilles des plantes hôtes, telles que les spirées (Spiraea), les chèvrefeuilles (Lonicera) et les groseilliers (Ribes). La chenille est verte avec des rayures noires et brunes. Elle se nourrit des feuilles de la plante hôte et se transforme en chrysalide au bout de deux à trois semaines. La chrysalide est brunâtre avec des taches noires.

## Statut de conservation
Neptis philyra est une espèce commune et n'est pas menacée d'extinction.

## Liste des sous-espèces
Selon GBIF (19 août 2024) :
- Neptis philyra melior Hall, 1930
- Neptis philyra philyra  Ménétriés, 1859
- Neptis philyra splendens Murayama, 1941
- Neptis philyra zhejianga Murayama, 1980

## Classification
Le nom valide complet (avec auteur) de ce taxon est Neptis philyra Ménétries, 1859.
Neptis philyra a pour synonyme :
- Neptis okazimai Seok, 1936